# Jurica Puljiz
Jurica Puljiz (* 13. Dezember 1979 in Imotski, SR Kroatien, SFR Jugoslawien) ist ein kroatischer Fußballspieler.

## Karriere
Seine Karriere begann Puljiz beim kroatischen Verein NK Imotski, wo er auch schon in der Jugendmannschaft aktiv war. Den damaligen Drittligisten verließ Puljiz im Sommer 1998, als er zum heutigen NK Solin wechselte. Zur Saison 1999/00 folgte der Wechsel zum Erstligisten Hajduk Split, wo er bis zum Winter 2003 blieb. In der Wintertransferperiode wurde er an NK Šibenik verliehen. Von dieser Station kehrte er nicht wieder nach Split zurück, sondern wechselte direkt zum Saisonbeginn der Saison 2003/04 nach Deutschland zu Eintracht Frankfurt. Normalerweise sollte Puljiz schon zum Winter 2003 verpflichtet werden, jedoch hätte er aufgrund des FIFA-Reglements keine Spielberechtigung erhalten, da Eintracht Frankfurt dann sein dritter Verein in einer Saison gewesen wäre. In seiner Debüt-Saison in Deutschland kam der Neuzugang als Auswechselspieler auf der Position des Innenverteidigers bzw. der des Rechtsverteidigers zum Einsatz. In der darauffolgenden Saison konnte er jedoch keinen einzigen Einsatz verbuchen. Puljiz musste nach dem Saisonbeginn am Sprunggelenk operiert werden. Zur Saison 2005/06 geriet der Kroate endgültig auf das Abstellgleis, jedoch fand sich weder in der Sommerpause noch in der Winterpause ein Käufer für den Innenverteidiger. Also kam Puljiz nun in der zweiten Saison in Folge auf keine Einsatzzeiten mit der ersten Mannschaft der Frankfurter. Lediglich drei Einsätze zum Saisonende in der eigenen U23 standen ihm zu Buche. Nach dem Ablauf des Vertrages wechselte er im Sommer 2006 zum bosnischen Verein NK Široki Brijeg. Dort blieb er nur ein halbes Jahr, ehe er zum damaligen österreichischen Bundesligisten SCR Altach wechselte. Dort kam er zwar auf regelmäßige Einsatzzeiten, jedoch wurde der auslaufende Kontrakt mit Puljiz nicht verlängert, weshalb er nun in die Ukraine zu Zorya Lugansk wechselte. Anfangs kam er zu Einsätzen, jedoch konnte er sich letzten Endes auch dort nicht durchsetzen. Nach einer kompletten Saison ging er zurück nach Bosnien-Herzegowina zu  HŠK Zrinjski Mostar. Nach nur einem halben Jahr wechselte er in seine kroatische Heimat und unterschrieb bei NK Omis, doch zum Saisonbeginn der Saison 2009/10 ging er wieder zu seinem ersten Profi-Verein NK Imotski. Wieder blieb Puljiz nur ein halbes Jahr bei seinem Verein und wechselte nun nach Albanien zu KS Flamurtari Vlora. Trotz des Stammplatzes beim albanischen Erstligisten ging er im Sommer 2010 zum FK Liepājas Metalurgs nach Lettland. In der Virslīga hielt es ihn ebenfalls nur ein halbes Jahr lang, denn im Winter 2011 verpflichtete ihn der kroatische Amateurverein NK Jadran Luka Ploce, für den er auch heute noch aktiv ist.